# Saccolongo
Saccolongo é uma comuna italiana da região do Vêneto, província de Pádua, com cerca de 4.449 habitantes. Estende-se por uma área de 14 km², tendo uma densidade populacional de 342 hab/km². Faz fronteira com Cervarese Santa Croce, Mestrino, Rubano, Selvazzano Dentro, Teolo, Veggiano.

## Demografia
| Variação demográfica do município entre 1861 e 2011                               |
|                                                                                   |
| Fonte: Istituto Nazionale di Statistica (ISTAT) - Elaboração gráfica da Wikipedia |